# Hāngi

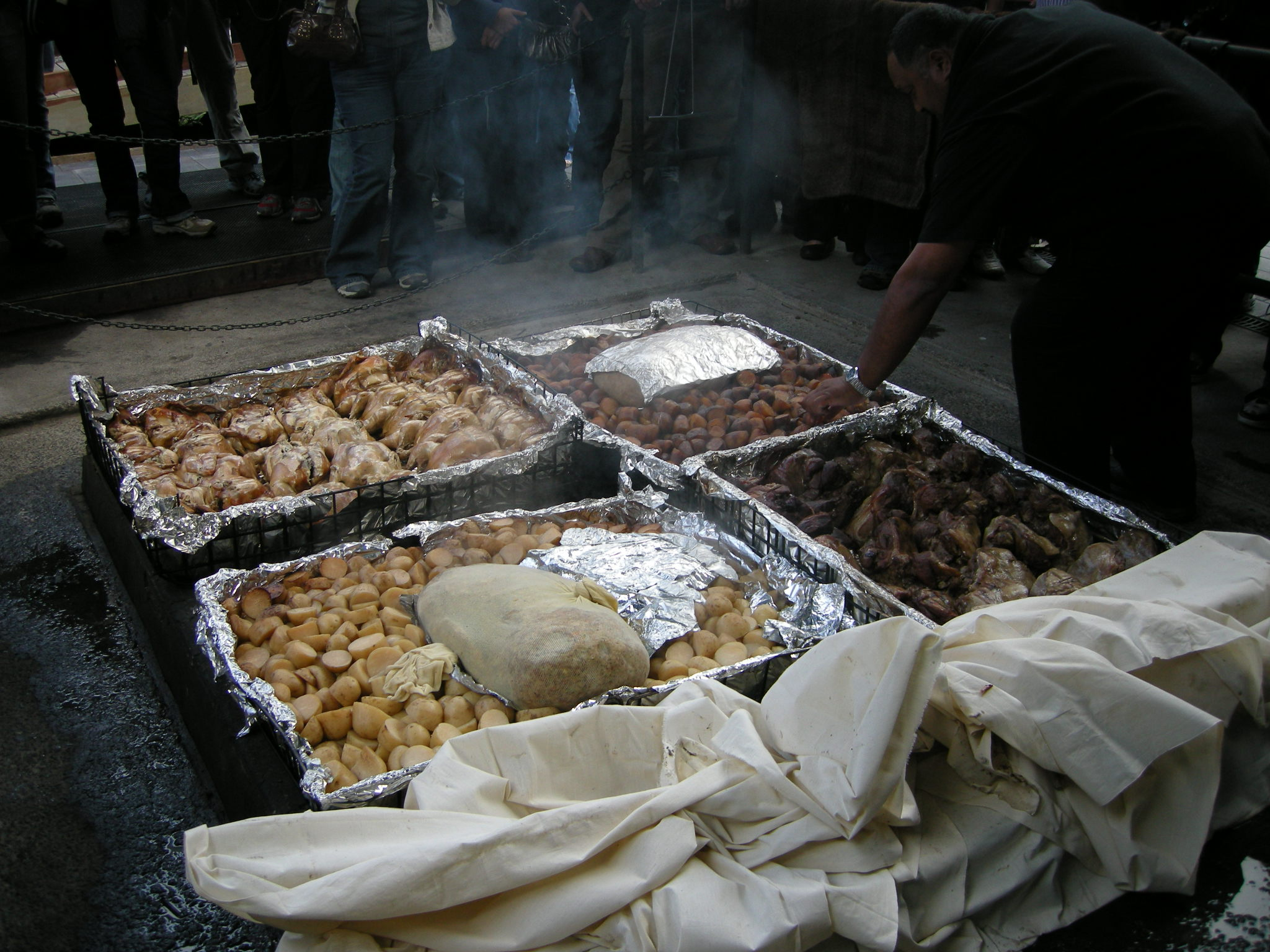
příprava hāngi

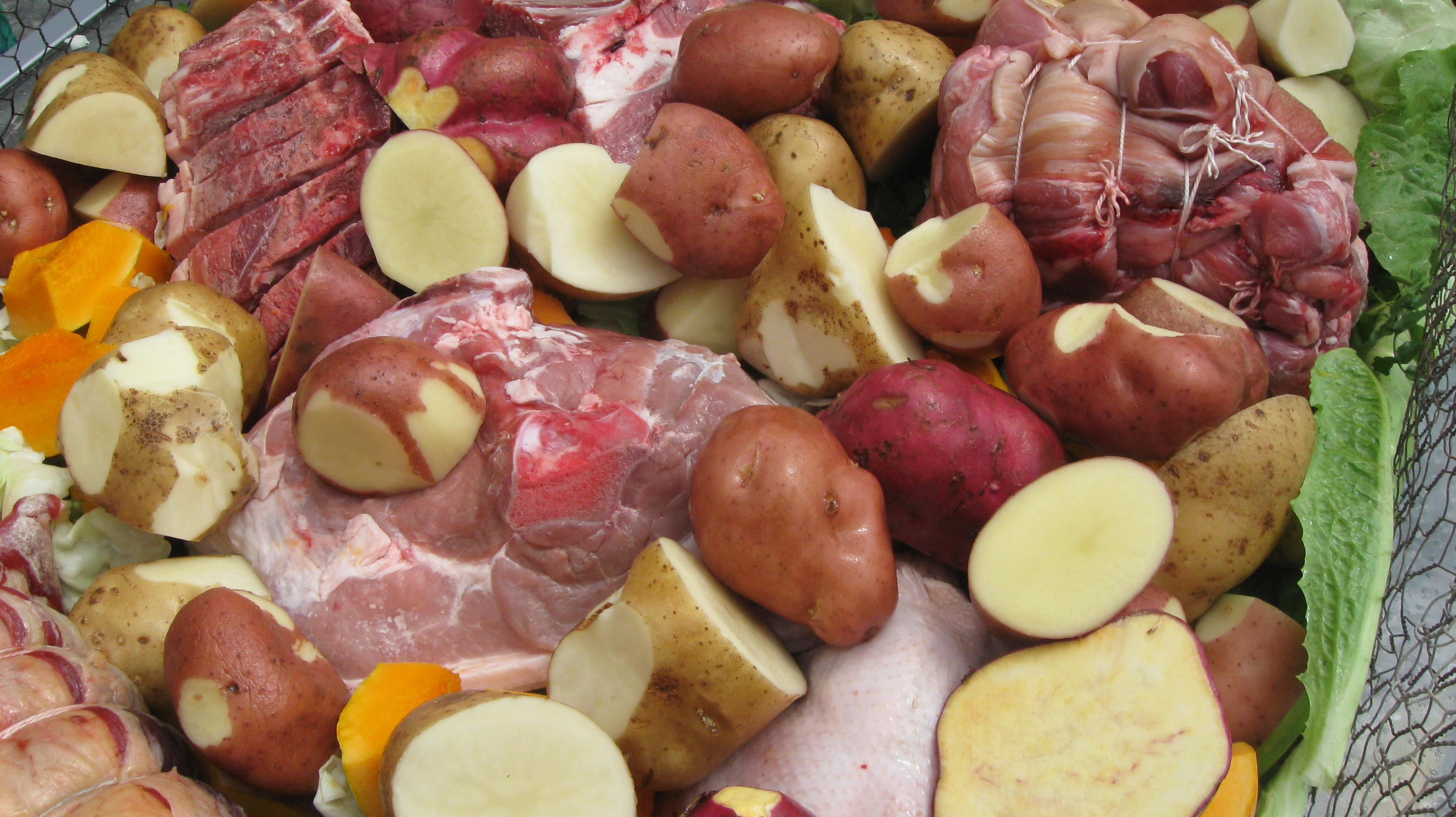
ještě tepelně neupravené potraviny používané k přípravě hāngi: maso, brambory, batáty, meloun

Hāngi je tradiční maorská metoda přípravy jídla, kdy se jídlo vloží do vyhloubené pece s rozpálenými kameny na dně, kde se částečně udí, peče a dusí. Hāngi se tradičně připravuje při slavnostních příležitostech a příprava jídla trvá velmi dlouho. Často se jídlo vloží na kameny večer a jídlo je hotové ráno.

## Příprava

### Pec
Původně se hāngi připravovalo v zemní peci. Vyhloubila se jáma až 60 cm hluboká a na spodek se nakladly rozpálené kameny. Na vrch jámy se položil koš (tradičně se vyráběl ze lnu) s vařenou zeleninou a masem. Maso a zelenina se zakryly listy či rohoží a vše se zasypalo půdou. Potraviny se v koši nad horkými kameny částečně dusí a udí. Později se na kameny naleje voda a koš s potravinami se položí přímo na vodou ochlazené kameny. Tak se jídlo dodělá v páře. Po pár hodinách je jídlo hotové.
Modernější způsob přípravy hāngi spočívá v tom, že se do vyhloubené zděné jamky či do velkého drátěného koše naskládá dřevo, které se zapálí, a na něj se dají kameny. Nad rozpálené kameny se položí drátěné koše, ve kterých je maso a zelenina podložené alobalem. Potraviny se zakryjí velkým navlhčeným plátnem, které zabraňuje spálení potravin a dodává páru.

### Kameny
Kameny používané na hāngi musí odolávat vysokým teplotám bez praskání nebo rozpadání. Z tohoto důvodu je použití vyvřelých hornin lepší než použití hornin přeměněných nebo usazených. Kameny by měly být asi o velikosti cihly. Lze použít i cihly či velké plné kusy železa, v případě, kdy nemáme přírodní kameny. Ovšem jejich použití se nedoporučuje, jelikož železo má tendenci hořet a neudržuje tolik tepla jako kameny.

### Potraviny
Tradičními surovinami pro hāngi jsou vepřové maso, jehněčí maso, kuřecí maso, zelí, sladké brambory (batáty), brambory, dýně, nadívaný chléb či puding. Jídlo se může dochutit solí, pepřem, česnekem, rozmarýnem a dalšími bylinkami či listy taro, které jídlu dodávají silnou pepřovou chuť.